# Elodina claudia
Elodina claudia is een vlindersoort uit de familie van de Pieridae (witjes), onderfamilie Pierinae.
Elodina claudia werd in 1993 beschreven door De Baar & Hancock.